# Unione Democratica Cristiana (Ecuador)
L'Unione Democratica Cristiana (in spagnolo: Unión Demócrata Cristiana - UDC) è stato un partito politico ecuadoriano di orientamento cristiano-democratico fondato nel 1977 con il nome di Democrazia Popolare-Unione Democratica Cristiana  (Democracia Popular-Unión Demócrata Cristiana - DP-UDC); ha assunto la successiva denominazione nel 2006.
Si è dissolto nel 2013.

## Risultati elettorali
| Elezione          | Seggi    |
| ----------------- | -------- |
| Parlamentari 1984 | 4 / 71   |
| Parlamentari 1986 | 5 / 71   |
| Parlamentari 1988 | 7 / 71   |
| Parlamentari 1990 | 7 / 72   |
| Parlamentari 1992 | 6 / 77   |
| Parlamentari 1994 | 6 / 77   |
| Parlamentari 1996 | 11 / 77  |
| Parlamentari 1998 | 36 / 121 |
| Parlamentari 2002 | 4 / 100  |
| Parlamentari 2006 | 5 / 100  |